# Mjölkboskap

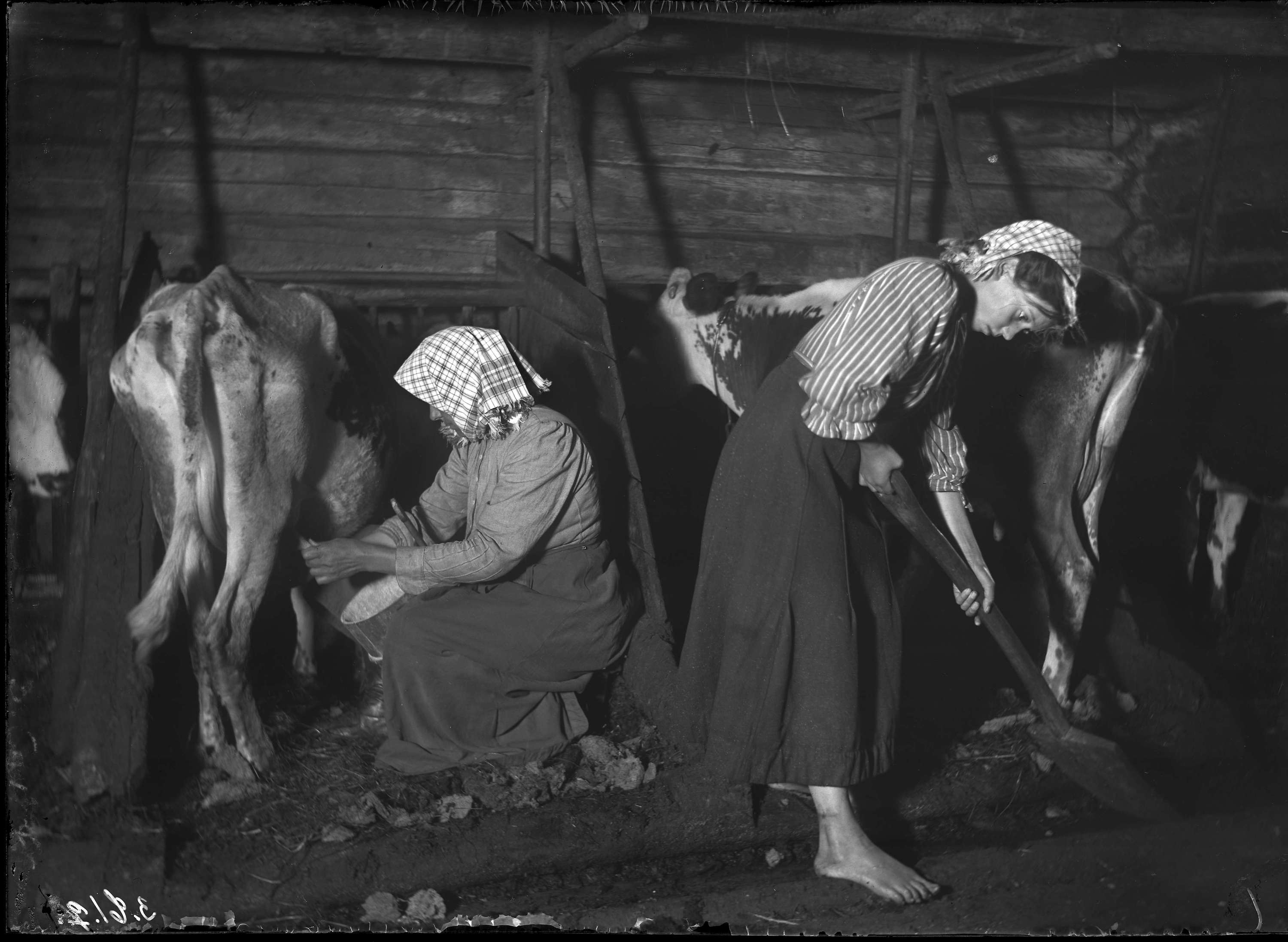
Boskapsskötsel i ladugården. Kvinna sitter och mjölkar en mager ko medan barfota flicka mockar. Mangskogs socken, Värmland, 1911.

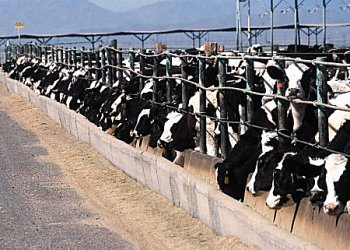
Utfodring av mjölkkor.

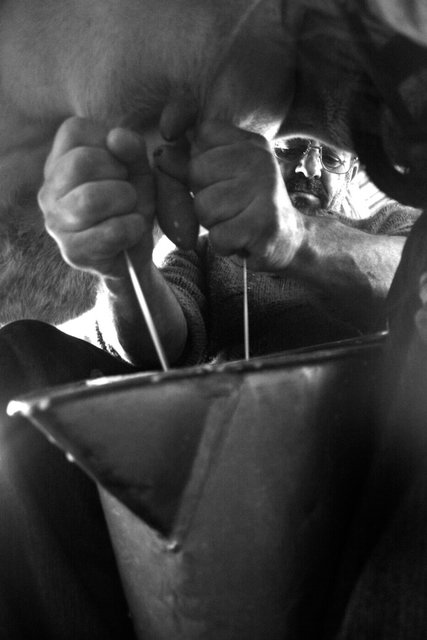
Handmjölkning.

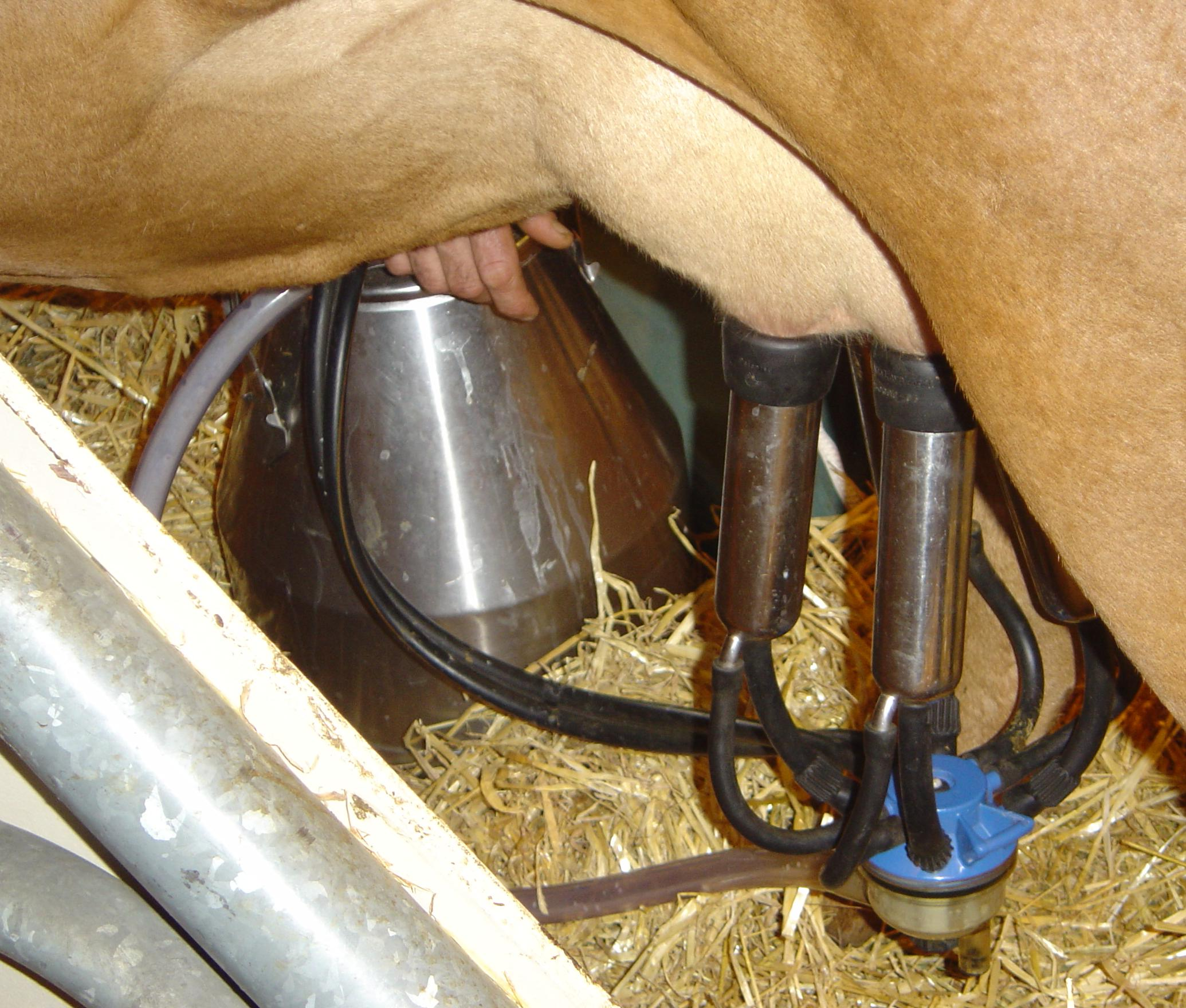
Mjölkmaskin.

Mjölkboskap är nötkreatur (Bos taurus) eller andra oxdjur, som avlas och hålls framför allt för mjölkens skull, till skillnad från köttboskap.
I industriell mjölkproduktion används artificiell insemination på kvigor för att göra dem dräktiga för att påbörja mjölkproduktionen, medan tjurkalvar slaktas, bortsett från ett fåtal avelsdjur.
I hinduismen, där det är tabu att skada kor (se helig ko), hålls kor enbart för mjölken och spillningen.

## Mjölkraser
- Svensk låglandsboskap
- Svensk röd och vit boskap